# 1615 en littérature
| Années de la littérature : 1612 - 1613 - 1614 - 1615 - 1616 - 1617 - 1618    |
| Décennies de la littérature : 1580 - 1590 - 1600 - 1610 - 1620 - 1630 - 1640 |

Cet article présente les faits marquants de l'année 1615 en littérature.

## Évènements
- 2 janvier : le Cardinal du Perron est délégué par le clergé pour haranguer le Tiers état dans le réfectoire des Augustins aux États généraux de 1614 contre l'article touchant la souveraineté du roi au temporel[1].

- 23 janvier : le  poète anglais John Donne est ordonné prêtre. Il devient prédicateur à Lincoln's Inn d'octobre 1616 à février 1621[2].

- 14 février : le chroniqueur quechua Felipe Guamán Poma de Ayala écrit de Santiago de Chipao, dans la Province de Lucanas (Pérou) au roi Philippe III pour l’informer qu’il a achevé El primer nueva corónica y buen gobierno (« Nouvelle chronique et bon gouvernement »), un plaidoyer au roi d’Espagne pour qu’il mette fin aux abus des colons au Pérou[3].

- Pâques : les perses séfévides dirigées par Shah Abbas le Grand massacrent les moines du monastère de David Garedja en Géorgie et détruisent les manuscrits et les œuvres d'art[4].

- 21 mai : Mathieu Molé, procureur général du Parlement de Paris charge Pierre Dupuy et Théodore Godefroy de dresser l'inventaire du Trésor des chartes, qui se trouve alors dans deux salles au-dessus des sacristies de la Sainte-Chapelle de Paris. Le travail est achevé en 1623[5].

## Parutions
- Miguel de Cervantes Saavedra publie chez  Juan de la Cuesta à Madrid la deuxième partie de El ingenioso hidalgo don Quixote de la Mancha[6].

### Ouvrages didactiques
- Zihui (en) ( « Recueil des caractères » ), dictionnaire chinois édité par l'érudit Mei Yingzuo 梅膺祚 introduit le système à 214 radicaux pour l'indexation des caractères chinois, qui remplace le système à 540 radicaux du dictionnaire classique Shuowen Jiezi de Xu Shen[7].

- Filippiche contra gli Spagnuoli (« Philippiques contre les Espagnols » ), attribuées au modénais Alessandro Tassoni[8].

- Pietra del paragone politico, une critique de l’influence espagnole en Italie, de l'écrivain ombrien Trajano Boccalini est publié à Amsterdam chez Cosmopoli et à Venise[9].

- L'ouvrage du jésuite Nicolas Trigault De Christiana Expeditione apud Sinas ( « Histoire de l'expédition chrétienne au royaume de la Chine » )  est publié à Augsbourg[10].

## Décès
- 1er septembre : Étienne Pasquier, poète, humaniste, historien et juriste français (né en 1529).
- Mateo Alemán, écrivain espagnol, auteur du roman picaresque Guzman d'Alfarache (né en 1547)[11].